# Hans Petrelius
Hans Gösta Petrelius, född den 19 mars 1918 i Stockholm, död där den 20 mars 2000, var en svensk sjömilitär.
Petrelius avlade sjöofficersexamen 1940. Han blev fänrik vid flottan samma år, löjtnant 1942 och kapten 1947. Petrelius genomgick Sjökrigshögskolan 1948–1950. Han befordrades till kommendörkapten av andra graden 1957, till kommendörkapten av första graden 1962 och till kommendör 1966. Petrelius blev adjutant hos överbefälhavaren 1959, avdelningschef vid marinstaben 1963, chef för första ubåtsflottiljen 1966 och för Karlskrona örlogsskolor 1969. Han var chef för Berga örlogsskolor 1973–1978 och generalsekreterare i Kungliga motorbåtsklubben 1978–1986. Petrelius invaldes som ledamot av Örlogsmannasällskapet 1963. Han blev riddare av Svärdsorden 1958, kommendör av samma orden 1970 och kommendör av första klassen 1974. 
Hans Petrelius var son till överlantmätare Ernst Petrelius och Märta Lövstrand. Han var gift med Gerd Beijbom, som var dotter till landstingsdirektören Gösta Beijbom. Makarna vilar på Galärvarvskyrkogården.